# Larver (mytologi)
Larver (latin larvae), även kallade lemurer (latin lemures), var i romersk religion de dödas andar.
De var skräckinjagande spöken och uppenbarade sig i groteska förvridna former i vilka de som illvilliga väsen hemsökte sina levande släktingar och orsakade dem skada. För att hålla andarna borta var man tvungen att delta vid ritualer kallade Lemuria som hölls den 9, 11 och 13 maj varje år. Ritualen gick ut på att husfadern gick upp mitt i natten, renade sina händer, kastade ut bönor för att samla andarna och sedan läste upp texter som skulle få andarna att ge sig av. Lemuria sades ha instiftats av Romulus efter att denne dödat sin bror.
Ordet lemur användes numera som benämning på en familj lägre primater.